# اشتیفرل (بطری)
اشتیفرل (به زبان آلمانی Stifterl) در اتریش ساخته و بعنوان یک بطری شراب کوچک با ظرفیت ۰٫۳۷۵ لیتر شناخته می‌شود.
اشتیفرل نام خود را از یک صومعه در اتریش بنام کرهرن-اشتیفت گرفته‌است که بزرگترین و قدیمی‌ترین کارخانه شراب سازی در اتریش را نیز اداره می‌کند و از حدود سال ۱۹۵۰ در حال تهیه شراب با کیفیت در این گونه بطری است. در آن زمان شرکت هواپیمایی اتریش ایرلاینز نیز مأموریت تحویل شراب قرمز تولید شده در همین صومعه را در بطری‌های کوچک اشتیفرل بر عهده گرفته‌است.
بطری‌های اشتیفرل برای شراب‌های ساده که برای استفاده در یک وعده غذایی مورد استفاده قرار می‌گیرند نیز در ظرفیت‌های ۰٫۲ و ۰٫۲۵ لیتر هم با همین نام طراحی و عرضه می‌شود.